# Митвайда (район)
Митвайда (нем. Mittweida) — бывший район в Германии. 1 августа 2008 в ходе коммунальной реформы был объединён с двумя другими районами в район Средняя Саксония в новообразованном дирекционном округе Хемниц.
Центром района был город Митвайда. Район входил в землю Саксония. Подчинён был административному округу Хемниц. Занимал площадь 773,20 км². Население 128,7 тыс. чел. (2007). Плотность населения была 166 человек/км².
Официальный код района был 14 1 82.
Район подразделялся на 24 общины.

## Города и общины
Города
1. Бургштедт (11 970)
2. Герингсвальде (4 910)
3. Лунценау (4 954)
4. Митвайда (16 152)
5. Пениг (10 238)
6. Рохлиц (6 541)
7. Франкенберг (16 393)
8. Хайнихен (9 248)

Общины
1. Альтмитвайда (2 089)
2. Вексельбург (2 158)
3. Зелиц (2 023)
4. Клаусниц (3 431)
5. Кёнигсфельд (1 732)
6. Кёнигсхайн-Видерау (2 938)
7. Крибштайн (2 533)
8. Лихтенау (7 959)
9. Мюлау (2 317)
10. Россау (3 843)
11. Таура (2 634)
12. Тифенбах (3 484)
13. Хартмансдорф (4 713)
14. Цетлиц (854)
15. Штригисталь (2 024)
16. Эрлау (3 564)

Объединения общин
Управление Бургштедт
Управление Митвайда
Управление Рохлиц
Управление Штригисталь
(30 июня 2007)